# Josep Font i Solsona
Josep Font i Solsona (Lleida, 3 d'agost de 1908 – Calella, 16 de gener de 1993) fou un historiador, periodista i publicista català. Director de l'Arxiu municipal de Pineda de Mar i sotspresident de la Secció de Ciències i Arts i servador del Patrimoni Històric i Artístic del Centre Excursionista de Catalunya.
Va fer estudis de tècnic administratiu al col·legi Montserrat dels germans Maristes de Lleida. L'any 1922 va començar a participar en revistes d'entitats culturals de Lleida i els diaris El País i El Ideal, de Lleida. Fou redactor i corresponsal de la revista Vida Lleidatana entre 1926 i 1930. Va ser redactor dels diaris barcelonins La Publicitat, La Veu de Catalunya, El Matí i L'Instant. També va ser redactor del setmanari infantil En Patufet i de la revista Barcelona Atracción (abans del 1936 i entre 1945 i 1950). Va ser redactor de reportatges a la revista Semana, de Madrid, entre 1943 i 1945; de la revista Barcelona, de l'Ajuntament de Barcelona (1955-1958), del setmanari Páginas Vividas, de Barcelona (1943-1947), de Destino, de Barcelona (1943-1944), de la revista Momento, de Barcelona, editada per Antonio Pérez de Olaguer (1950-1954), de El propagador de la devoción a San José (1943-1948), de Bona gent, de València (1955) i de Trabajo Social (1948-1963). A més a més, des de 1946 va ser corresponsal a Pineda de Mar de la premsa de Barcelona.
Alternava el periodisme amb conferència sobre temes històrics, artístics i econòmics. Des de 1942 feia conferències anuals i cursos al Centre Excursionista de Catalunya. Allà també va organitzar una exposició de documents mercantils feta a la llotja de Barcelona l'any 1932. Va participar en l'Associació de Comptables de Catalunya els anys 30. Va col·laborar amb l'Institut Municipal d'Història de la Ciutat de Barcelona i fou membre de la Societat Catalana d'Història i de l'Associació de Premsa de Barcelona.
L'any 1946 va ser un dels promotors de la fundació de l'Arxiu Històric Municipal de Pineda de Mar, del qual va ser director. A Pineda de Mar, també va ser president de la Comissió Local d'Informació i Iniciatives de Pineda (fundada el 1956) per fomentar-hi el turisme.
Es casà amb Concepció Pavia i Alemany i tingué dos fills: Josep Oriol i Joan.
Va tenir una biblioteca privada anomenada Biblioteca Josep Font Solsona i, posteriorment, Politeca Concepció Pavia de Font i Solsona o Politeca Copadefis.
Quant a les seves publicacions, destaquen Notes històriques sobre el Decret de Nova Planta (1933), amb un facsímil de la primera edició del decret, i La Biblioteca del Centre Excursionista de Catalunya (1984) i diversos catàlegs de documents de Pineda de Mar. També va publicar articles com “Nomenclàtor sepulturari de catalans notables” al Butlletí de la Societat Catalana d'Estudis Històrics (1952, núm. 1).
Està enterrat al cementiri del Poblenou.
El fons documental de Josep Font i Solsona es troba a l'Arxiu Municipal del Masnou i inclou documents de Joan Baptista Batlle i Martínez, Ramon Roig Masvidal i la can Vilumara.